# Estação São Pedro da Aldeia
A Estação Ferroviária de São Pedro da Aldeia, localizada no município de São Pedro da Aldeia foi fundada em 1937 para auxiliar no escoamento da produção local, principalmente a de sal. Compunha a Estrada de Ferro Maricá (EFM), contudo, foi desativada em 1962.
O fim da linha nos anos 1960, acarretou décadas de falta de conservação do monumento, que chegou a funcionar como um terminal rodoviário. Durante as obras, a marquise teve que ser quase totalmente refeita, tamanho o desgaste com o tempo. A estrutura estava comprometida e corria o risco de desabamento. Os letreiros haviam desaparecido. Agora, o nome da estação e as informações sobre localização e distâncias ganharam destaque.

## História
A Estação compunha a Estrada de Ferro Maricá (EFM), que começou a ser construída em 1888 com o intuito de escoar produtos (sal, café, milho, abacaxi, laranja, pescados e farinha de ostra) e transportar passageiros.

### Construção
A Estação Ferroviária de São Pedro da Aldeia foi construída em 1937 e passou a integrar à EFM. 
Em 1943, passou a ser administrada pela Estrada de Ferro Central do Brasil, após assumir a linha férrea. A partir de 1958, com a criação da Rede Ferroviária Federal, o prédio da estação passou a integrar juntamente com a linha à Estrada de Ferro Leopoldina, que os administrou até o final de suas atividades.

### Desativação[3]
Após fortes chuvas assolarem a região em 1962, ocasionando no desabamento de uma das pontes locais da linha férrea, o trecho de Cabo Frio a Maricá acabou tendo suas operações suspensas e sendo consequentemente desativado, o que também levou ao fechamento da estação.
Na década de 60, ocorreu a desativação de todos os trechos ainda operantes da ferrovia e posteriormente sua erradicação, por suposta alegação da mesma ser ''antieconômica'' pelo GESFRA, grupo considerado de ''extermínio ferroviário'', formado por executivos da iniciativa privada e ligado ao governo.

### Tentativa de reativação
Grandes produtores rurais, políticos, moradores e produtores de sal da cidade de São Pedro da Aldeia e municípios afetados pela desativação fizeram manifestações contrárias, pedindo a reativação da linha, tal movimento culminou numa reunião na Câmara de Vereadores de Araruama, onde um interventor da Rede Ferroviária Federal (RFFSA) prometeu ressaltar a necessidade de retorno daquela em relatório oficial. Entretanto, no tal relatório, constava que a única fonte de renda da região era o cultivo do abacaxi e simultaneamente, foram levantadas denúncias envolvendo ex-ferroviários e empresas rodoviárias coletivas, com fortes indícios de favorecimento ilícito, corrupção, tráfico de influência e sabotagem política, nunca averiguadas.

### Restauração
O monumento que fez parte da extinta Rede Ferroviária Federal já havia sido vendido, e a prefeitura municipal readquiriu o imóvel para dar início a restauração. As obras começaram em 2010 por iniciativa do IPHAN, fazendo a população e turistas voltarem a se interessar pela velha construção, de estilo art déco e cor amarelo ocre, antes encoberta sob diversas camadas de tintas.
O autor do projeto de recuperação da estação ferroviária foi o arquiteto e o chefe de escritório Ivo Barreto.
Em 17 de agosto de 2011 foi entregue a população a 1ª fase de restauros da estação com implementação do escritório regional do IPHAN, o Centro de Memória Ferroviária de São Pedro da Aldeia e a videoteca do Cine Estação São Pedro.

## Cronologia
- 1937: Construção da Estação
- 1962: Desativação
- 1966: Retirada dos trilhos
- 2010: Início da restauração pelo IPHAN
- 2011: Inauguração e instalação do escritório regional do IPHAN, Centro de Memória Ferroviária de São Pedro da Aldeia e videoteca do Cine Estação São Pedro